# Benoît Carrara
Pour les articles homonymes, voir Carrara.
Benoît Carrara, né le 7 mai 1926 à Oltre il Colle (Italie) et mort le 28 février 1993 à Hauteville-Lompnes, est un fondeur français.

## Biographie
Il participe aux Jeux olympiques d'hiver de 1948, 1952, 1956 et 1960, et fut à Squaw Valley le porte-drapeau de l'équipe de France.

## Palmarès

### Jeux olympiques
Benoît Carrara participe à quatre éditions des Jeux olympiques de 1948 à St-Moritz à 1960 à Squaw Valley. Il dispute un total de neuf épreuves, quatre collectives sur le relais quatre fois dix kilomètres, avec pour meilleur résultat une quatrième place à Oslo en 1952, et cinq individuelles. Lors de celles-ci, son meilleur résultat est une onzième place, obtenue à deux reprises.
| Édition / Épreuve      | 15 km                            | 18 km                            | 30 km                            | 50 km | 4 × 10 km |
| ---------------------- | -------------------------------- | -------------------------------- | -------------------------------- | ----- | --------- |
| St-Moritz 1948         | Épreuve inexistante à cette date | 11e                              | Épreuve inexistante à cette date | —     | 7e        |
| Oslo 1952              | Épreuve inexistante à cette date | DNF                              | Épreuve inexistante à cette date | 11e   | 4e        |
| Cortina d'Ampezzo 1956 | 22e                              | Épreuve inexistante à cette date | —                                | —     | 6e        |
| Squaw Valley 1960      | 25e                              | Épreuve inexistante à cette date | —                                | —     | 7e        |

Légende :
- : épreuve non disputée lors de cette édition
- — : Non disputée par le fondeur

### Championnats de France
Champion de France Elite :
- Courte distance : 1948 - 1949